# Parlamentswahl in Kroatien 2003
- SDP: 43
- HNS: 11
- HSS: 9
- HSLS: 3
- HSU: 3
- Minderheiten: 8
- HDZ: 66
- HSP: 8

Die Parlamentswahl in Kroatien 2003 fand am 23. November statt. Die Wahl stand vor dem Hintergrund, der schlechten wirtschaftlichen Lage, während der Regierungszeit der von der SDP-geführten Regierung und der Erstarken HDZ, welche einen schnellen EU-Beitritt versprach.

## Ergebnis
Die konservative Kroatische Demokratische Gemeinschaft (HDZ) wurde stärkste Kraft, während die Sozialdemokratische Partei Kroatiens (SDP), welche sich in einem Bündnis befand, auf Platz zwei kam. Die linksliberale HNS konnte Platz zwei erreichen, während die rechtsliberale Kroatische Bauernpartei knapp dahinter landete. Die Wahlbeteiligung lag bei 62 %.
| Partei | Ergebnis | Sitze |
| --- | -------- | ----- |
| Kroatische Demokratische Gemeinschaft (HDZ)                                                                           | 33,91 %  | 66    |
| Sozialdemokratische Partei Kroatiens (SDP) Istrische Demokratische Versammlung (IDS) LIBRA                            | 22,61 %  | 43    |
| Kroatische Volkspartei – Liberaldemokraten Slavonsko-baranjska hrvatska stranka (SBHS) Primorsko-goranski savez (PGS) | 8,02 %   | 11    |
| Kroatische Bauernpartei                                                                                               | 7,15 %   | 9     |
| Kroatische Partei des Rechts (HSP) Demokratische Partei Zagorje (ZDS)                                                 | 6,37 %   | 8     |
| Kroatische Rentnerpartei (HSU)                                                                                        | 3,97 %   | 3     |
| Kroatische Sozialliberale Partei (HSLS) Demokratski centar (DC)                                                       | 4,05     | 3     |
| Hrvatska demokratska seljačka stranka                                                                                 | 1,00 %   | 1     |
| Sonstige | 12,90 %  | 0     |
| Quelle: |          |       |

### Ergebnis nach Wahlkreisen
In jedem der zehn inländischen Wahlkreise wurden jeweils 14 Mandate vergeben. Über den Wahlkreis der im Ausland lebenden Kroaten (XI) wurden 4 Sitze vergeben.
| Liste             | Liste                                        | I | II | III | IV | V | VI | VII | VIII | IX | X | XI | Summe |
| ----------------- | -------------------------------------------- | - | -- | --- | -- | - | -- | --- | ---- | -- | - | -- | ----- |
|                   | Hrvatska demokratska zajednica (HDZ)         | 5 | 6  | 4   | 7  | 8 | 6  | 7   | 3    | 9  | 7 | 4  | 66    |
|                   | Socijaldemokratska partija Hrvatske (SDP)    | 6 | 4  | 4   | 3  | 3 | 5  | 4   | 8    | 2  | 4 | –  | 43    |
|                   | Hrvatska narodna stranka (HNS)               | 2 | 1  | 2   | 1  | – | 1  | 1   | 1    | 1  | 1 | –  | 11    |
|                   | Hrvatska seljačka stranka (HSS)              | – | 2  | 1   | 1  | 1 | 1  | 1   | –    | 1  | 1 | –  | 9     |
|                   | Hrvatska stranka prava (HSP)                 | 1 | 1  | –   | 1  | 1 | 1  | 1   | –    | 1  | 1 | –  | 8     |
|                   | Hrvatska socijalno-liberalna stranka (HSLS)  | – | 1  | 1   | –  | 1 | –  | –   | –    | –  | – | –  | 3     |
|                   | Hrvatska stranka umirovljenika (HSU)         | – | –  | 1   | 1  | – | –  | –   | 1    | –  | – | –  | 3     |
|                   | Hrvatska demokratska seljačka stranka (HDSS) | – | –  | 1   | –  | – | –  | –   | –    | –  | – | –  | 1     |
|                   |                                              |   |    |     |    |   |    |     |      |    |   |    |       |
| Quelle: izbori.hr |                                              |   |    |     |    |   |    |     |      |    |   |    |       |